# Roni Rosenthal
Roni Rosenthal (hebr. רוני רוזנטל, ur. 11 października 1963 w Hajfie) – izraelski piłkarz występujący na pozycji napastnika, reprezentant Izraela.

## Kariera klubowa
Rosenthal urodził się i dorastał w Hajfie. Tam również w klubie Izraela, Maccabi Hajfa, rozpoczynał piłkarską karierę. Do klubu trafił w wieku 11 lat (drużyny juniorskie), zaś w 1983 przebił się do składu seniorów. Wtedy zaczęła się jego kariera. Rosenthal był czołowym strzelcem klubu, który zdobył w 1984 i 1985 mistrzostwo Izraela. W 1986 Roni trafił do belgijskiego zespołu Club Brugge. W 1988 zdobył mistrzostwo Belgii i przeniósł się do innego klubu Eerste Klasse Standardu Liège. Od 1990 występował na boiskach angielskich. Najpierw został sprzedany do Luton Town, potem do Liverpoolu, do którego został wypożyczony. W sezonie 1989/1990 wywalczył z klubem mistrzostwo Anglii (zagrał 8 razy i zdobył 7 goli w lidze). Po zakończeniu sezonu Liverpool kupił Rosenthala za 1,1 mln funtów. W kolejnym sezonie zdobył 18 goli w 25 ligowych meczach i zyskał przydomek Rocket Ronny. W styczniu 1994 Rosenthal przeszedł do Tottenhamu. Już w pierwszym meczu przeciwko Sheffield Wednesday zdobył on pięknego gola głową z 20 metrów. Przez 3,5 sezonu Rosenthal był podstawowym zawodnikiem Tottenhamu. W 1998 przeszedł za darmo do Watford F.C., któremu pomógł w awansie do Premiership. Ostatecznie Rosenthal zdecydował się zakończyć karierę w 1999 roku z powodu licznych kontuzji, jakich doznał w jej trakcie.

## Kariera reprezentacyjna
W reprezentacji Izraela Rosenthal zadebiutował w połowie lat 80. Wcześniej występował w drużynach juniorskich. Najbliżej awansu do finału Mistrzostw Świata był w 1989 roku, kiedy to po wygraniu eliminacji w strefie OFC Izrael przegrał udział w Mundialu 1990 z Kolumbią po dwumeczu barażowym. Ogółem Rosenthal zagrał w kadrze 60 razy i zdobył 11 bramek.